# Райхеншванд
Райхеншванд (нем. Reichenschwand) — община  в Германии, в Республике Бавария.
Подчиняется административному округу Средняя Франкония. Входит в состав района Нюрнберг. Население составляет 2233 человека (на 31 декабря 2010 года). Занимает площадь 6,84 км². Региональный шифр — 09 5 74 150. Местные регистрационные номера транспортных средств (коды автомобильных номеров) (нем. Kraftfahrzeugkennzeichen) — LAU.
Община подразделяется на 3 сельских округа.

## Население
По оценке на 31 декабря 2015 года население общины составляет 2356 чел.
| Дата      | 1840 | 1871 | 1900 | 1925 | 1939 | 1950 | 1961 | 1970 | 1987 | 2011 |
| --------- | ---- | ---- | ---- | ---- | ---- | ---- | ---- | ---- | ---- | ---- |
| Население | 515  | 650  | 868  | 989  | 1274 | 1888 | 1793 | 1852 | 2050 | 2214 |

| Год       | 1960 | 1970 | 1980 | 1990 | 2000 | 2009 | 2010 | 2011 | 2012 | 2013 | 2014 | 2015 |
| --------- | ---- | ---- | ---- | ---- | ---- | ---- | ---- | ---- | ---- | ---- | ---- | ---- |
| Население | 1834 | 1859 | 2130 | 2129 | 2302 | 2191 | 2233 | 2270 | 2315 | 2292 | 2308 | 2356 |